# Nephele vau
Nephele vau är en fjärilsart som beskrevs av Walker 1856. Nephele vau ingår i släktet Nephele och familjen svärmare. Inga underarter finns listade i Catalogue of Life.

## Bildgalleri

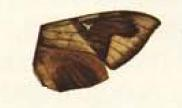